# 서버리스 컴퓨팅
서버리스 컴퓨팅(serverless computing)은 클라우드 컴퓨팅 실행 모델의 하나로, 클라우드 제공자는 동적으로 머신 자원의 할당을 관리한다. 가격은 미리 구매한 용적 단위가 아닌 애플리케이션이 소비한 자원의 실제 양에 기반을 둔다. 유틸리티 컴퓨팅의 일종이다.
서버리스 컴퓨팅은 여전히 서버가 필요하므로 부적절한 명칭이다. "서버리스 컴퓨팅"이라는 이름이 사용된 이유는 서버 관리 및 용적 계획 결정이 완전히 개발자나 운영자로부터 숨겨져 있기 때문이다. 서버리스 코드는 마이크로서비스처럼 전통적인 스타일로 배치(deploy)된 코드와 결합하여 사용할 수 있다. 대안으로, 애플리케이션들은 순수 서버리스 형태로 작성할 수 있으며 프로비전된 서버를 아예 사용하지 않는다.

## 서버리스 프레임워크
서버리스 프레임워크들은 서버리스 애플리케이션을 더 쉽게 빌드, 테스트, 디플로이할 수 있도록 설계된다. 일부 저명한 것들은 다음과 같다:
- 서버리스 프레임워크
- Kubeless
- Fission
- Funktion
- Nuclio
- OpenFaas
- Oracle Fn

## 같이 보기
- 클라우드 컴퓨팅
- 서비스형 함수

## 추가 문헌
- Roberts, Mike (2016년 7월 25일). “Serverless Architectures”. 《MartinFowler.com》. 2016년 7월 30일에 확인함.
- “Creating full-stack Serverless applications on the AWS platform”. 《Serverless-Stack.com》. 2017년 4월 5일에 확인함.
- Kimhi, Tal (2017년 6월 7일). “The State of The Serverless Ecosystem”. 《Medium》. 2017년 9월 15일에 확인함.